# ショーン・メイトランド
ショーン・メイトラント（Sean Maitland、1988年9月14日 - ）は、プレミアシップサラセンズに所属するラグビーユニオン選手。

## プロフィール
- ニュージーランド・トコロア出身。
- ポジションはウィング(WTB)、フルバック(FB)。
- 身長 188cm、体重 101kg
- マオリ・オールブラックスに選ばれたことがある[1]。
- スコットランド代表キャップは53（2022年12月現在）でラグビーワールドカップ2015・ラグビーワールドカップ2019のスコットランド代表に選ばれた。
- ブリティッシュ・アンド・アイリッシュ・ライオンズに選ばれたことがある[2]。

## 略歴
カンタベリー、クルセイダーズ、グラスゴー・ウォリアーズ、ロンドン・アイリッシュを経て、2016年、サラセンズに加入。 